# كيليان سارديلا
كيليان سارديلا (مواليد 2 مايو 2002) هو لاعب كرة قدم بلجيكي يلعب في مركز الظهير الأيمن في نادي رويال أندرلخت.

## روابط خارجية
- كيليان سارديلا على موقع قاعدة بيانات كرة القدم.إي يو (الإنجليزية)
- كيليان سارديلا على موقع ناشيونال فوتبول تيمز (الإنجليزية)
- كيليان سارديلا على موقع Soccerbase.com (لاعب) (الإنجليزية)
- كيليان سارديلا على موقع Soccerway.com (الإنجليزية)
- كيليان سارديلا على موقع عالم كرة القدم.نت (الإنجليزية)